# Petr Hlaváček (historik)
Petr Hlaváček (* 4. dubna 1974 Chomutov) je český historik kulturních, intelektuálních a náboženských dějin (nejen) středověku a raného novověku, filozof, editor a publicista. Mimo jiné se zabývá problematikou národního mesianismu a evropské identity.

## Život
Pochází z pražské měšťanské (později nobilitované) rodiny Hlaváčků. Vyrostl v Kadani a roku 1992 maturoval na Gymnáziu Kadaň. V letech 1992–1995 studoval filozofii a mezi roky 1992–1997 absolvoval obor historie – české dějiny na Filozofické fakultě Univerzity Karlovy. V témže oboru získal na pražské alma mater velký doktorát (Ph.D., 2003) a habilitoval se (docent, 2015). V roce 1997 podnikl studijní pobyt na Bernské univerzitě.
Poté byl až do roku 2000 interním doktorandem Ústavu českých dějin FF UK, v letech 2000–2001 působil v Historickém ústavu AV ČR, v období 2001–2007 byl vědeckým pracovníkem Centra pro dějiny a kulturu střední a východní Evropy (GWZO) v německém Lipsku. Zároveň v letech 2006–2007 vykonával úřad proděkana pro vědu, výzkum a zahraniční záležitosti na Husitské teologické fakultě UK a funkci vedoucího Katedry historie a křesťanské kultury.
V období 2006–2009 přednášel na  Katedře církevních dějin a patristiky Teologické fakulty Jihočeské univerzity v Českých Budějovicích. Mezi roky 2008–2012 působil v Historickém ústavu Filozofické fakulty Jihočeské univerzity. Roku 2008 založil a jako koordinátor do roku 2024 vedl Collegium Europaeum – Výzkumnou skupinu pro dějiny evropského myšlení FF UK & FLÚ AV ČR v Praze. V roce 2015 se habilitoval na Univerzitě Karlově v oboru české dějiny a byl jmenován docentem, zároveň byl zvolen mezi fellows Centra medievistických studií AV ČR a UK. V roce 2016 začal působit na Fakultě pedagogické Západočeské univerzity v Plzni, kde přednáší dějiny a další humanitní obory. Stal se i předsedou Lutherovy společnosti. V letech 2023–2025 působil jako ředitel Odboru výzkumu a vzdělávání v Ústavu pro studium totalitních režimů.
Zasedal v tzv. Husovské komise při České biskupské konferenci (1997–2000), byl lektorem Institutu františkánských studií v Praze (2001–2005) a koordinátorem Komise Biskupství litoměřického a města Kadaně pro rekonstrukci františkánského kláštera v Kadani (2003–2006).
V roce 2014 získal společně s historiky Janem Rychlíkem, Matějem Spurným, Ivem Cermanem a Janem Urbanem v rámci Novinářské ceny 2013 čestné uznání za seriál článků k 75. výročí Mnichova. Od roku 2020 je editorem Nové Orientace, přílohy internetového deníku Forum 24 pro kritické myšlení, jehož se v dubnu 2025 stal hlavním editorem. V roce 2022 získal cenu předsedkyně Akademie věd ČR za popularizaci výzkumu.
S manželkou Karlou Hlaváčkovou, syny Jonášem a Mikulášem a dcerou Karlou žije na pražských Vinohradech a na kadaňském Špitálském předměstí.

## Publikační činnost
V letech 1989–1995 publikoval též v regionálních periodikách Kadaň Dnes, Kadaňské noviny, Nástup, CV Týden a Památky, příroda, život pod jménem "Petr Hlaváček-Kadaňský".

## Monografie (výběr)
- Petr Hlaváček (ed.), Disidenti u moci. Česká cesta ke svobodě a demokracii, Praha 2025.
- Petr Hlaváček (ed.), Nad propastí. Česko a Západ v boji o svobodu a demokracii, Praha 2024.
- Petr Hlaváček – Jan Kysela (ed.), Demokracie a občanské ctnosti. K životnímu jubileu Petra Pitharta, Praha 2021.
- Petr Hlaváček – Michael Romancov (ed.), Vytěsněná Evropa? Kontexty a perspektivy evropské "východní" otázky, Praha 2020.
- Petr Hlaváček (ed.), Nesamozřejmý národ? Reflexe českého třicetiletí 1989–2019, Praha 2019.
- Petr Hlaváček – Petr Meduna (ed.), Fenomén soutoku. Příběh říční krajiny na soutoku Vltavy a Berounky, Praha 2019.
- Petr Hlaváček, Otevřená univerzita. Filozofická fakulta Univerzity Karlovy a její cizinci 1918–1938–1948, Praha 2019.
- Petr Hlaváček, Johannes Mathesius. Opomíjený příběh z dějin wittenberské reformace, Praha 2019.
- Petr Hlaváček, Profesorská republika. Osobnosti FF UK v meziválečném Československu, Praha 2018.
- Petr Hlaváček – Mychajlo Fesenko, Rusové v Praze. Ruští intelektuálové v meziválečném Československu, Praha 2017.
- Petr Hlaváček – Pavel Kotau, Bělorusko mimo Bělorusko. Běloruští intelektuálové v meziválečném Československu, Praha 2016.
- Petr Hlaváček – Michal Stehlík (ed.), Rozdělený svět? Evropa a Češi mezi svobodou a totalitou, Praha 2016.
- Petr Hlaváček – Mychajlo Fesenko, (Ne)šťastná Ukrajina. Osobnosti Ukrajinské svobodné univerzity v Praze 1921–1945, Praha 2015.
- Johann P. Arnason – Petr Hlaváček – Stefan Troebst et al., Mitteleuropa? Zwischen Realität, Chimäre und Konzept (Europaeana Pragensia 7), Praha 2015.
- Petr Hlaváček, Čtrnáct svatých Pomocníků. K pozdně středověké spiritualitě elit a její christocentrické dimenzi, Praha 2014.
- Petr Hlaváček (ed.), České vize Evropy? Manuál k naší evropské debatě, Praha 2014.
- Petr Hlaváček – Dušan Radovanovič, Verdrängte Elite. Aus dem Gedächtnis verbannte Gelehrte der Deutschen Universität in Prag, Konstanz 2013.
- Petr Hlaváček (ed.), Intelektuál ve veřejném prostoru. Vzdělanost, společnost, politika, Praha 2012.
- Petr Hlaváček, Die böhmischen Franziskaner im ausgehenden Mittelalter. Studien zur Kirchen- und Kulturgeschichte Ostmitteleuropas, Stuttgart 2011.
- Petr Hlaváček, Čeští františkáni na přelomu středověku a novověku, Praha 2005.

## Galerie

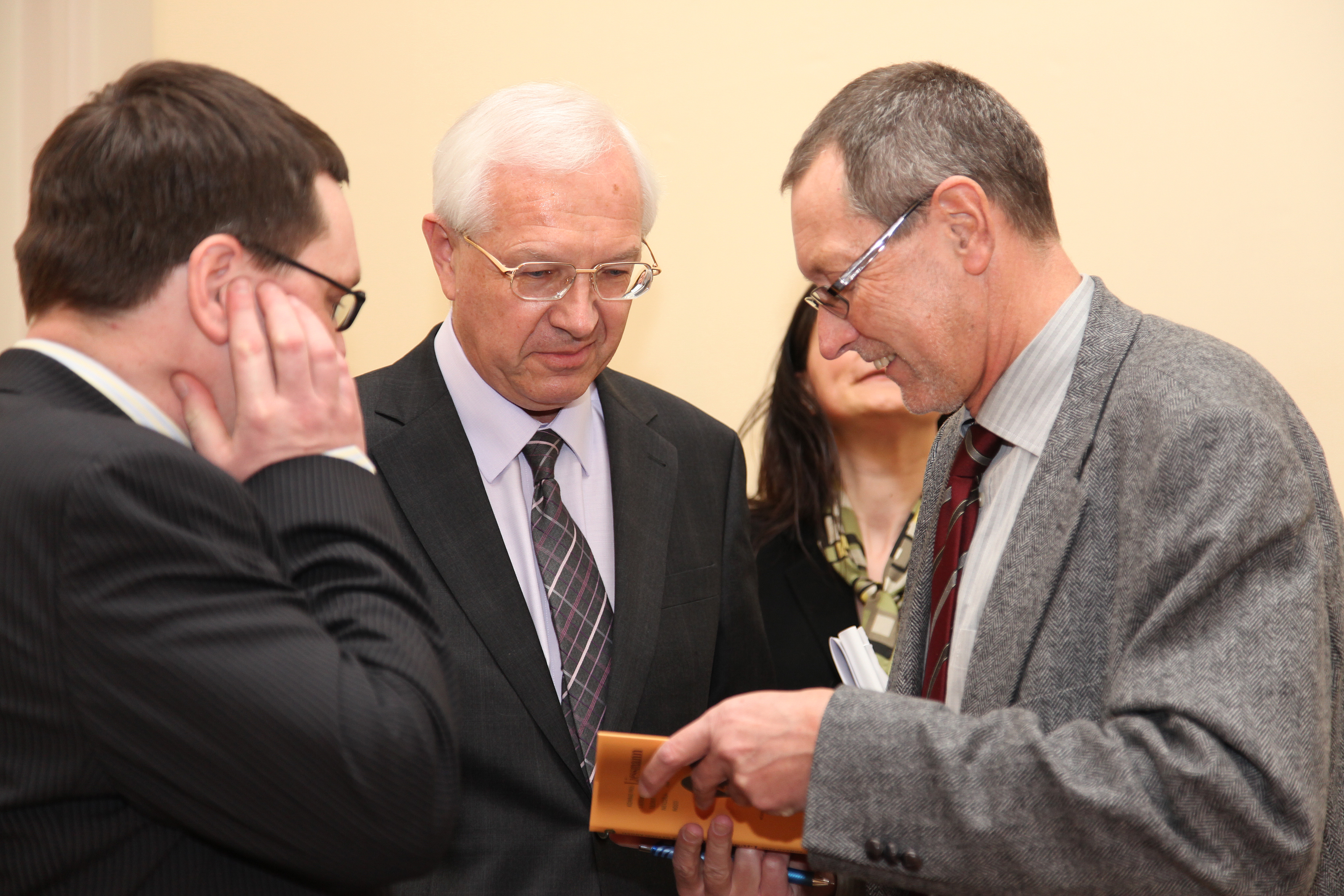
Petr Hlaváček s předsedou Akademie věd Jiřím Drahošem a rakouským filozofem Konradem Paulem Liessmannem (2010)
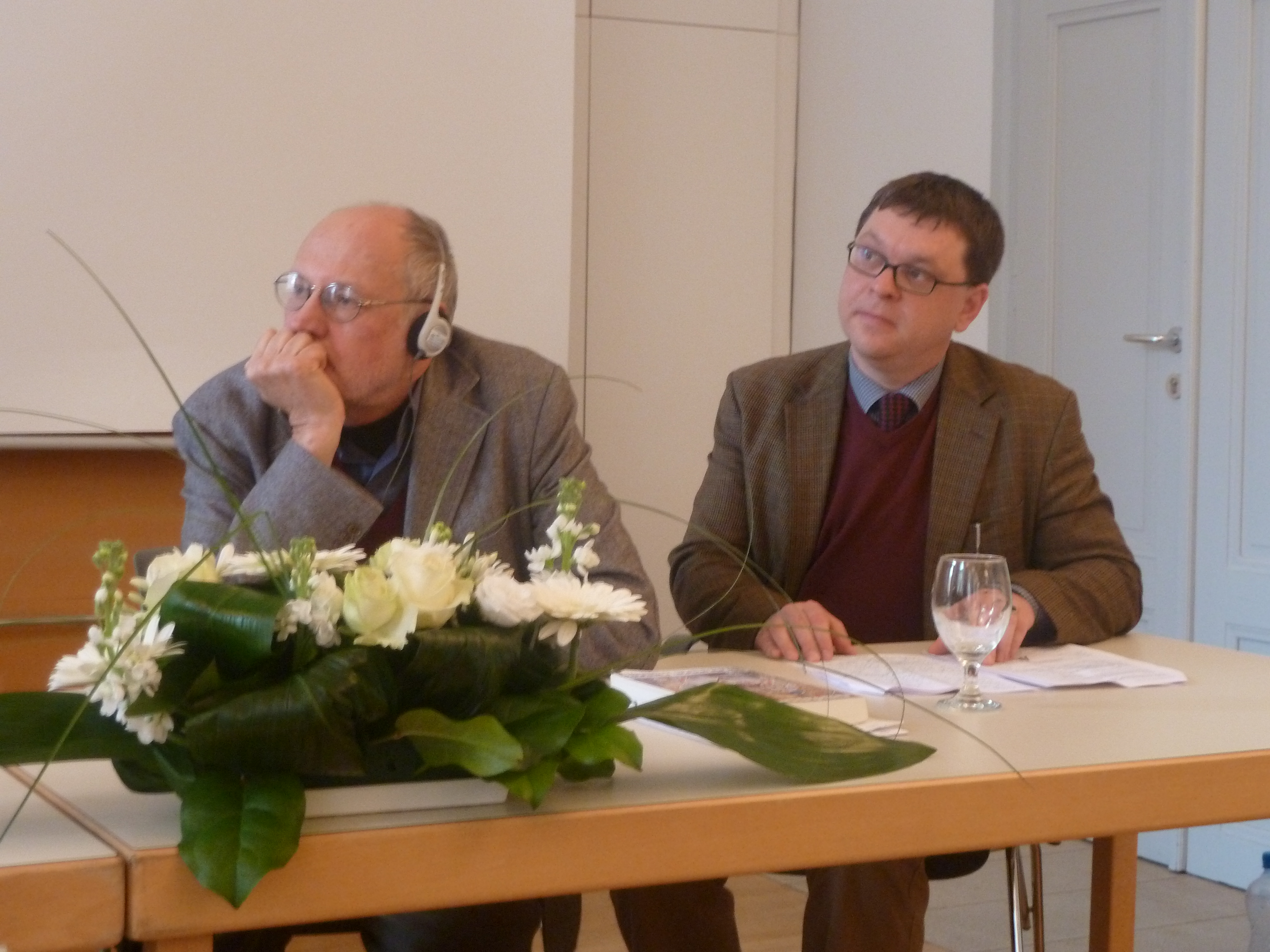
Petr Hlaváček a filozof Václav Bělohradský (2011)
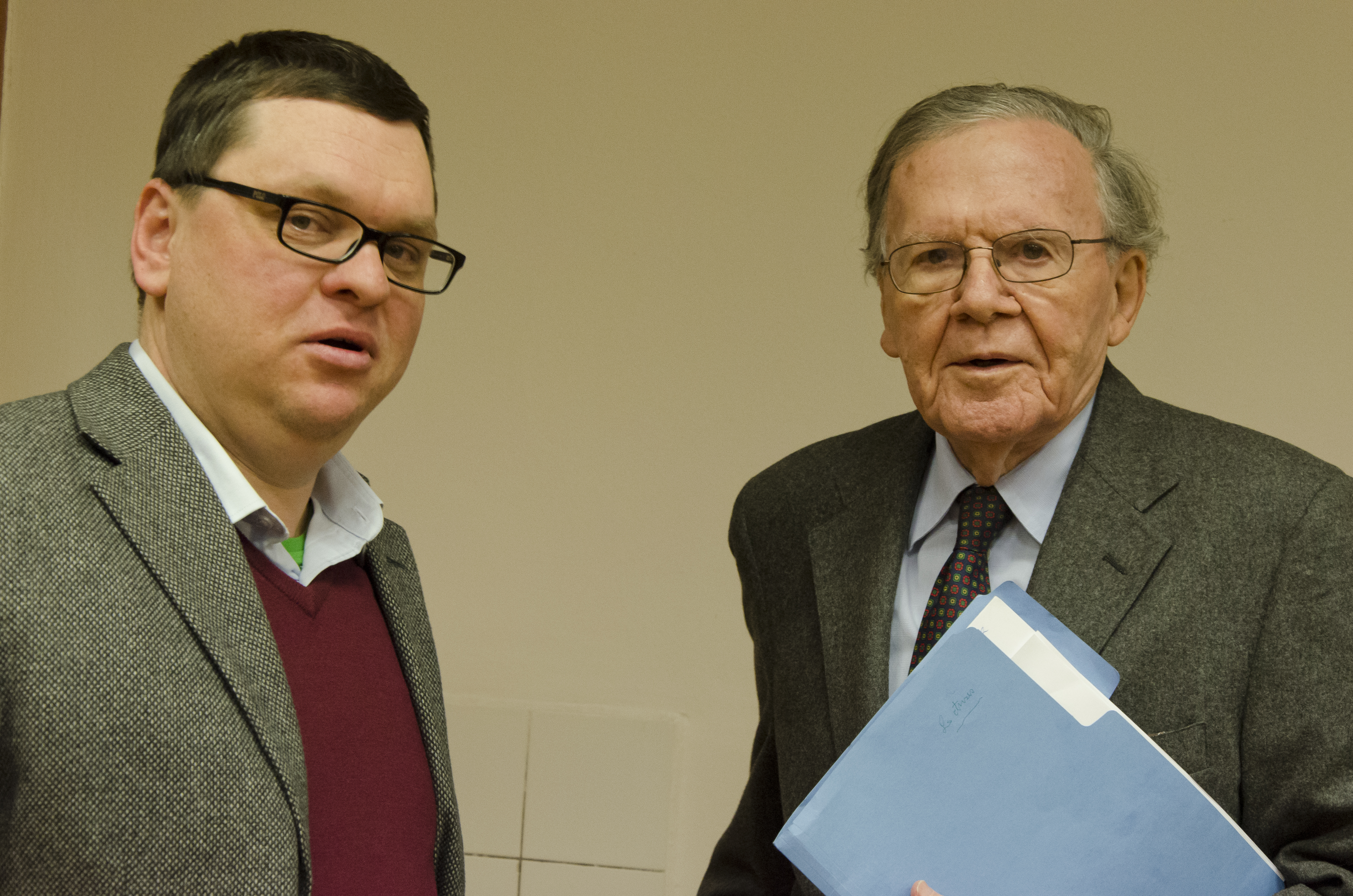
Petr Hlaváček s americkým germanistou Peterem Demetzem (2012)
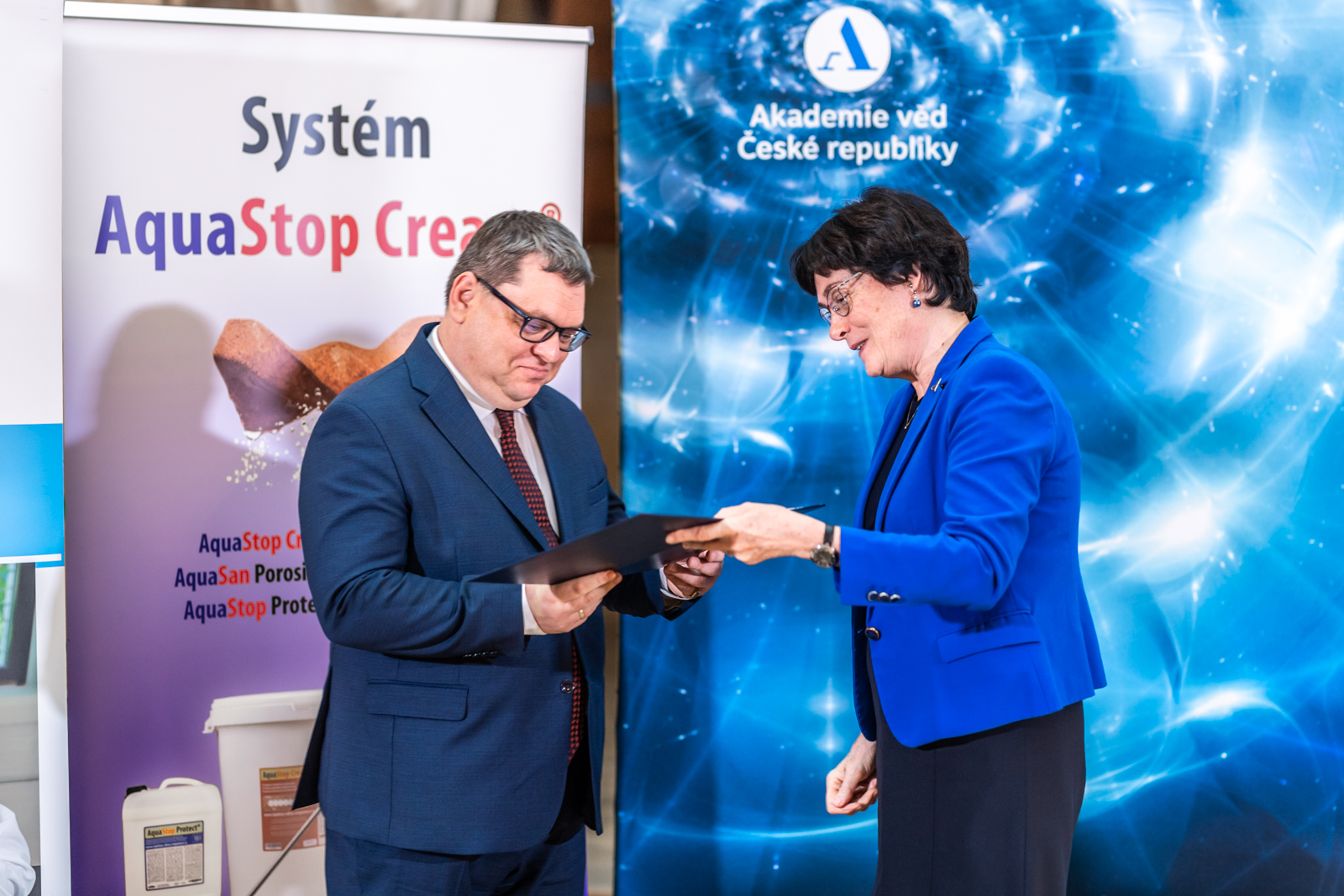
Petr Hlaváček při převzetí ceny za popularizaci výzkumu od předsedkyně AV Evy Zažímalové (2022)